# Идајна (Минесота)
Идајна (енгл. Edina) град је у америчкој савезној држави Минесота.

## Демографија
По попису из 2010. године број становника је 47.941, што је 516 (1,1%) становника више него 2000. године.
| Група             | 2000.          | 2010.          |
| Белци             | 44.367 (93,6%) | 41.535 (86,6%) |
| Афроамериканци    | 546 (1,2%)     | 1.446 (3,0%)   |
| Азијати           | 1.418 (3,0%)   | 2.936 (6,1%)   |
| Хиспаноамериканци | 539 (1,1%)     | 1.101 (2,3%)   |
| Укупно            | 47.425         | 47.941         |